# Televiziunea Letonă
Latvijas Televīzija (în română Televiziunea Letonă, LTV) este televiziunea publică a Letoniei. LTV operează două canale, LTV1 în limba letonă și LTV7 (denumit anterior LTV2), cu programe în letonă și rusă.
Compania este finanțată integral de la bugetul de stat de la 1 ianuarie 2021, când, după ani de dezbateri, aceasta și radiodifuzorul Latvijas Radio au ieșit de pe piața publicitară. În prezent, este condusă de Ivars Priede, singurul membru al consiliului (anterior - de președintele consiliului).
LTV este membru al Uniunii Europene de Radio și Televiziune, după ce a aderat la 1 ianuarie 1993. De la restabilirea independenței în 1991 până la 31 decembrie 1992, a fost membru al Organizației Internaționale de Radio și Televiziune (OIRT). LTV a găzduit Concursul Muzical Eurovision în 2003, precum și Campionatele IIHF masculine de hochei pe gheață din 2006 și competiția inaugurală Corul Eurovision al Anului în 2017.
LTV1 difuzează concursul muzical Eurovision  în Letonia în fiecare an, iar LTV7 difuzează, de asemenea, multe evenimente sportive, cum ar fi Jocurile Olimpice, diverse jocuri ale ligii și echipelor naționale letone, Liga de Juniori de Hochei din Rusia, jocurile Campionatului European de Fotbal UEFA și Cupa Mondială FIFA.

## Istorie

### 1954-1993
Prima transmisie de test a început la 6 noiembrie 1954 de la Riga sovietică în alb-negru și a fost văzută de doar 20 de proprietari de televizoare. Este primul și cel mai vechi post de televiziune național din Țările Baltice. Difuzarea regulată a început la 20 noiembrie 1954. La început, LTV nu avea drepturi de a-și crea propriile emisiuni. În 1955 a fost creat studioul de televiziune de la Riga, iar de atunci programul a fost creat de studio.
La 19 martie 1958, prima emisiune de știri de seară a fost difuzată. În 1963, a fost redenumită Panorama, așa cum este cunoscută până în prezent. Un al doilea canal TV a fost lansat în 1961 și ambele canale au început să transmită în culori în sistemul  SÉCAM din 1974. În 1986, atât Turnul TV din Riga, cât și sediul televiziunii LTV au fost finalizate oficial.

### După 1993
La 1 ianuarie 1993, Televiziunea Letonă și Radio Letonia au devenit membre ale Uniunii Europene de Radio și Televiziune (EBU). La 2 februarie 1998, LTV împreună cu LNT, Canalul 31 (acum TV3) și TV Riga (mai târziu TV5) au început să transmită cu culori în sistemul PAL. În 2006, LTV2, al doilea canal, a fost redenumit LTV7.
În 2008, LTV a început să transmită în standardul TV digital terestru în format MPEG2, trecând la formatul MPEG4 la 1 august 2009, deoarece compania de telecomunicații Lattelecom a fost aleasă ca integrator oficial al televiziunii digitale terestre în Letonia. Distribuția analogică a LTV7 s-a încheiat la 1 martie 2010. LTV a încheiat complet difuzarea LTV1 în format analog la 1 iulie 2010. Ambele canale LTV sunt disponibile și pe banda pentru regiunea nordică a satelitului Sirius ca parte a pachetului Viasat.
LTV și-a schimbat raportul de aspect de la 4:3 la 16:9 în 2013.  O trecere completă la transmisia HDTV, planificată în prezent pentru 2021 sau 2022, nu a fost până în prezent pusă în aplicare din cauza problemelor financiare,   cu toate că unele programe selectate, cum ar fi difuzarea în direct a Spărgătorului de nuci de către Opera Națională letonă de pe LTV1 în 2012  și meciurile Campionatelor Mondiale IIHF de pe LTV7 din 2018, au fost prezentate în HD.
Până în 2021, compania a fost finanțată din subvenții din partea guvernului leton (aproximativ 60%), restul provenind din reclame de televiziune. Cu toate că o schimbare a acestui sistem a fost mult timp dezbătută, guvernul s-a opus unei auto-finanțări, analiștii mass-media considerând că adevăratul motiv pentru aceasta este că guvernul este reticent să piardă controlul LTV pe care îl exercită prin finanțarea de stat a companiei.  Compania este finanțată integral de la bugetul de stat de la 1 ianuarie 2021.

### Difuzor public al Letoniei (din 2013)
Din 2013, LTV a intrat sub umbrela organizației LSM.LV ( Latvijas sabiedriskais medijs, Mass-media publică letonă) împreună cu Radio Letonia (Latvijas Radio), ca parte a procesului de unificare a ambelor companii publice. LTV și Radio Letonia au acum un portal de știri comun, LSM.lv și un serviciu de streaming online (REplay.lv), cu conținut de la ambele companii.
În 2017, LTV a lansat canalul online Visiem LTV (numit și VISIEMLTV. LV) pentru telespectatori străini, în special pentru diaspora letonă. Programul conține un amestec de transmisii LTV1 și LTV7 care nu sunt restricționate de legile drepturilor de autor și sunt disponibile la nivel global.
După ani de dezbateri, în iunie 2018, Seimul Letoniei a votat în unanimitate modificarea legislației care permite radiodifuzorului public să iasă de pe piața de publicitate și să fie finanțat integral de la bugetul de stat. În 2020, finanțarea necesară a fost alocată de Guvernul Letoniei, iar Latvijas Televīzija și Latvijas Radio au ieșit de pe piața publicitară începând cu 1 ianuarie 2021.

## Sigle

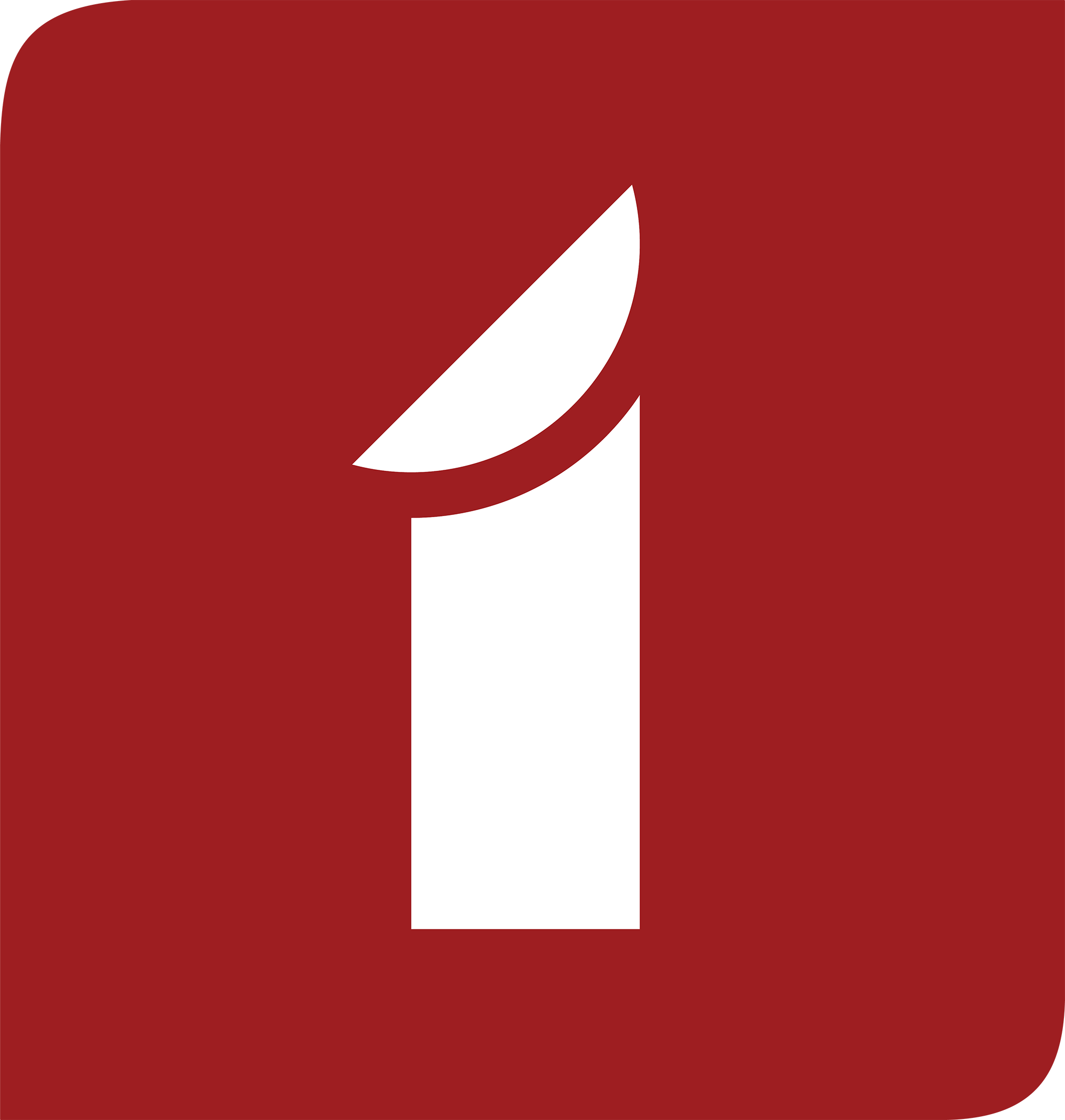
Sigla Latvijas Televīzija (LTV1) (2017–2022)
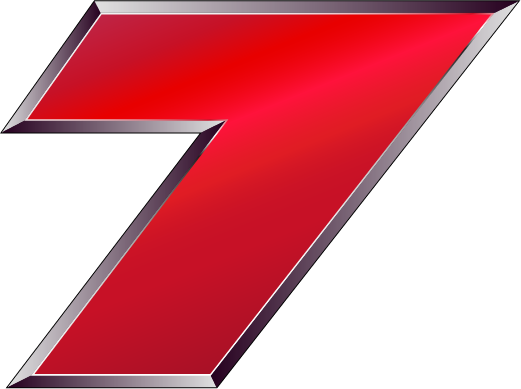
Sigla Latvijas Televīzija (LTV7) (2012 – 2021)
Sigla LTV1 (2013-2017)
Sigla LTV1 (2006-2013)
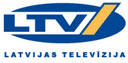
Sigla Latvijas Televīzija (LTV1) (2003-2006); LTV7 a folosit un logo similar cu un număr roșu 7 în loc de 1 în același timp.
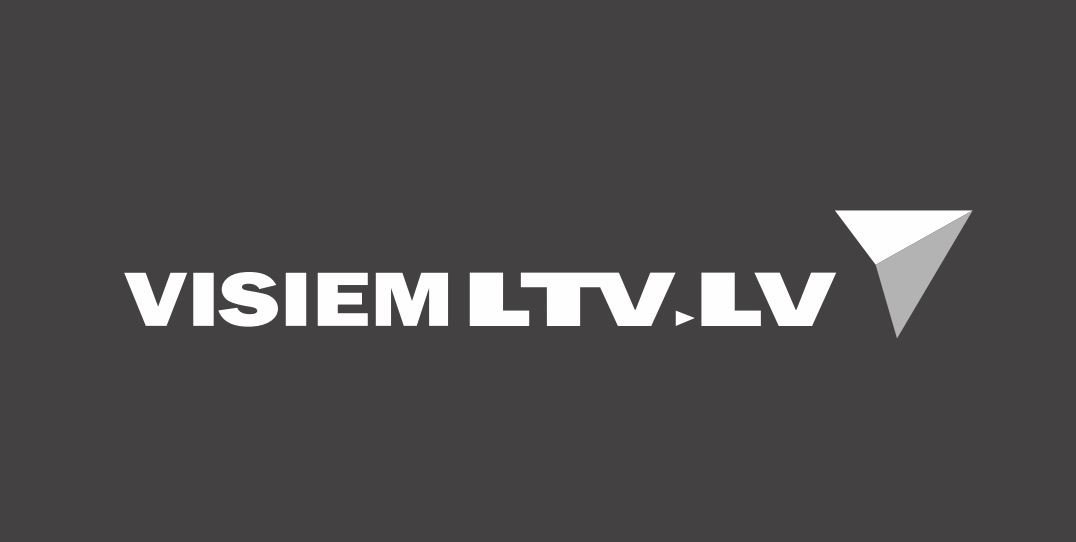
Sigla Visiem LTV